# Kaarlo Soinio
Kaarlo "Keppari" Kyösti Soinio (Hèlsinki, 28 de gener de 1888 – Hèlsinki, 24 d'octubre de 1960) va ser un futbolista i gimnasta finlandès que va competir durant els primers anys del segle xx. Era germà del també futbolista Eino Soinio.
El 1908 va prendre part en els Jocs Olímpics de Londres, on va guanyar la medalla de bronze en la prova del concurs complet per equips.
Quatre anys més tard, als Jocs d'Estocolm, va disputar la competició de futbol, on quedà quart amb la selecció finlandesa.